# 175629 Lambertini
175629 Lambertini è un asteroide della fascia principale. Scoperto nel 2007, presenta un'orbita caratterizzata da un semiasse maggiore pari a 2,7147675 UA e da un'eccentricità di 0,3042223, inclinata di 6,67652° rispetto all'eclittica.
Dal 21 marzo al 20 maggio 2008, quando 184878 Gotlib ricevette la denominazione ufficiale, è stato l'asteroide denominato con il più alto numero ordinale. Prima della sua denominazione, il primato era di 171433 Prothous.
L'asteroide è dedicato al frate italiano Giovanni Lambertini dell'Associazione Ravennate Astrofili Rheyta.